# Leptopelis zebra
Leptopelis zebra là một loài ếch thuộc họ Hyperoliidae.
Loài này có ở Cameroon, có thể cả Cộng hòa Congo, có thể cả Guinea Xích Đạo, và có thể cả Gabon.
Môi trường sống tự nhiên của chúng là rừng ẩm vùng đất thấp nhiệt đới hoặc cận nhiệt đới, đầm nước, đầm nước ngọt, và đầm nước ngọt có nước theo mùa.
Chúng hiện đang bị đe dọa vì mất môi trường sống.